# タジキスタンの査証政策
タジキスタンの査証政策（タジキスタンのさしょうせいさく）では、タジキスタン共和国政府がタジキスタンに渡航しようとしている外国人に対して行っている査証（ビザ）政策について記述する。

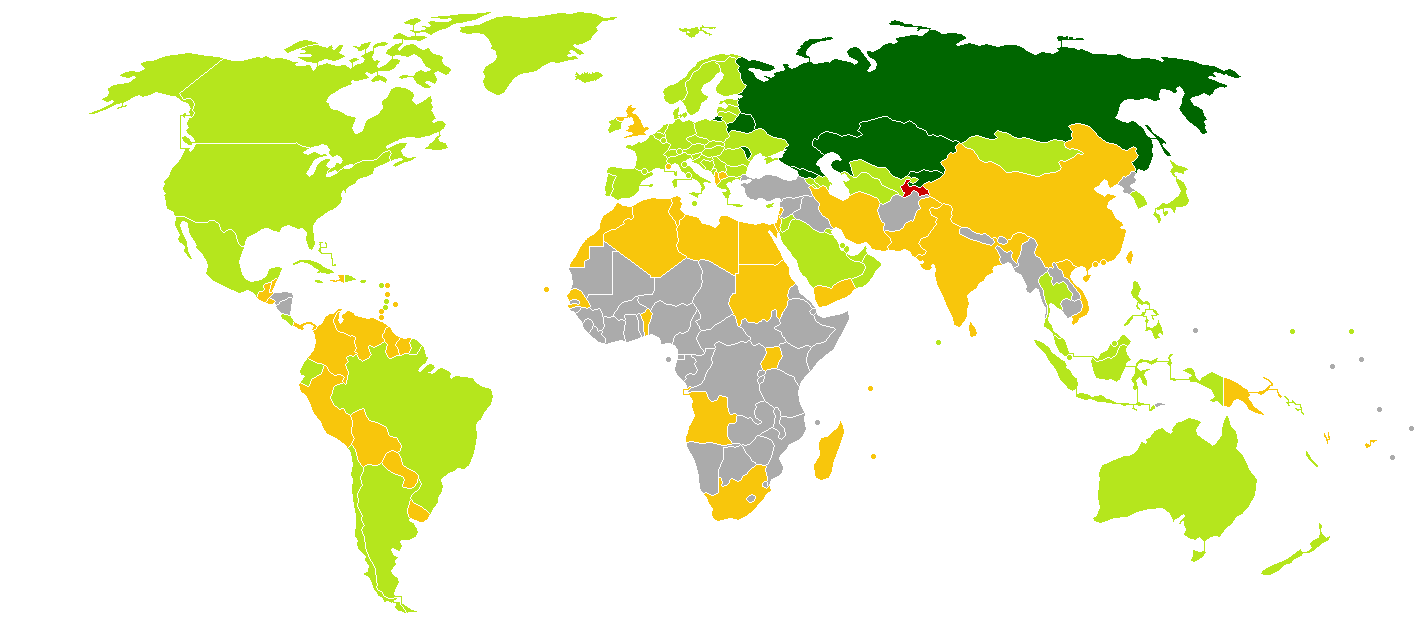
タジキスタンの査証政策

## 査証免除
下記の10カ国の国民には査証が免除されている。
| - ベラルーシ - ジョージア - カザフスタン | - キルギス - モルドバ - ロシア |

| 90日 - アルメニア - アゼルバイジャン - ウクライナ |

| 30日 - ウズベキスタン |

中国国籍保有者は公用目的の場合無査証で最大30日間滞在可能である。

## 電子査証
2016年6月1日に電子査証制度を開始した。タジキスタンの全ての出入国施設からの出入国が可能であり、観光にも商用にも利用可能である。ゴルノ・バダフシャン自治州に立ち入る場合には追加で20USドルを支払って事前に許可を得る必要がある。
下記の121の国・地域の旅券保有者はシングルまたはマルチ入国ビザをオンライン上で50USドルにて取得可能であり、90日間のうち最大45日間滞在可能である。
| - 欧州連合 - アルバニア - アルジェリア - アンドラ - アンゴラ - アンティグア・バーブーダ - アルゼンチン - オーストラリア - バハマ - バーレーン - バルバドス - ベリーズ - ベナン - ボリビア - ボスニア・ヘルツェゴビナ - ブラジル - ブルネイ - カーボベルデ - カナダ - チリ - 中国 - コロンビア - コスタリカ - キューバ - ドミニカ国 - ドミニカ共和国 - エクアドル - エジプト - エルサルバドル - フィジー - グレナダ - グアテマラ | - ガイアナ - 香港 - アイスランド - インド - インドネシア - イラン - イスラエル - ジャマイカ - 日本 - ヨルダン - クウェート - レバノン - リビア - リヒテンシュタイン - マカオ - マレーシア - モルディブ - モーリシャス - メキシコ - モナコ - モンゴル - モンテネグロ - モロッコ - ニュージーランド - 北マケドニア共和国 - ノルウェー - オマーン - パキスタン - パナマ - パプアニューギニア - パラグアイ - ペルー | - フィリピン - カタール - セントクリストファー・ネイビス - セントルシア - セントビンセント・グレナディーン - サンマリノ - サウジアラビア - セネガル - セルビア - セーシェル - シンガポール - 南アフリカ - 韓国 - スリランカ - スリナム - スイス - 台湾 - タイ - トリニダード・トバゴ - チュニジア - トルコ - トルクメニスタン - アラブ首長国連邦 - イギリス - アメリカ - ウルグアイ - バチカン市国 - ベネズエラ - ベトナム - イエメン |  |

## 電子査証申請
全ての国籍の国民がオンライン上で査証申請が可能である。申請したタジキスタン国外の大使館・領事館またはドゥシャンベ空港にて受取が可能である。

## ゴルノ・バダフシャン自治州
ゴルノ・バダフシャン自治州への立ち入りには特別な許可が必要である。